# Pedro de Ardanaz Valencia
Pedro de Ardanaz Valencia (Tafalla, 21 de setembre de 1638 - Toledo, 11 d'octubre de 1706). Fou un compositor i mestre de capella.
Probablement fos deixeble mestres locals com Agustín Berges i Bernardino de Olóriz, tots dos organistes i de Tafalla. També foren responsables de la seva formació els mestres Miguel de Boneta i Juan de Isaba. El 17 de setembre de 1647, quan comptava 8 anys, Ardanaz ingressà de seise a la Catedral de Toledo, on va continuar la seva formació musical. Va ser deixeble de Tomás Micieces (Pare) i condeixeble de Miguel de Irízar i Matías Durango. El 1658 va obtenir per oposició el magisteri de la Catedral de Pamplona, plaça que regentà fins al 1673.
Torna a la Catedral de Toledo on, el 3 d'agost de 1674, obtingué la plaça de mestre de capella, càrrec ocupat anteriorment per Juan de Padilla i que Ardanaz mantingué fins al seu traspàs. El seu successor en el càrrec fou Juan Bonet de Parets.
El prestigi d'Ardanaz com a compositor va ser més que notable en la seva època i Francesc Valls, en el seu tractat Mapa Harmonico posa Ardanaz com a exemple del bon fer, i inclou un fragment del seu villancet Aguas suspended.

## Obres[1]
L'11 d'abril de 1713, els sacerdots de la catedral pagaren 40.800 maravedíes a la germana d'Ardanaz pel treball que el mestre havia deixat a la catedral, el qual va ser inventariat i guardat. Probablement, part del seu llegat musical hagi desaparegut, atès que Rubio Piqueras inventarià, l'any 1928, una relació de 9 títols d'Ardanaz a l'Arxiu de la Catedral de Toledo, i en alguns d'ells s'especificava: falta.
Es conserven obres seves als fons musicals de la catedral de Girona (GiC), Fons de l'església parroquial de Sant Pere i Sant Pau de Canet de Mar (CMar) i de la catedral de Tarragona (TarC).
| Misses  | - Misa a ocho sobre el Ave María - Misa de Réquiem |
| Himnes  | - Vexilla Regis |
| Motets  | - A nuestra señora del Rosario - Iste cognovit justitia - Motete de la Dominica tercia                                                                                          |
| Oficis  | - Invitatorium defunctorum, Regem, cui omnia vivunt - Parce mihi, Domine |
| Salms   | - Beatus vir - Credidi - Dixit Dominus - Laudate Dominum - Magnificat - Miserere                                                                                                |
| Nadales | - Celestes escuadras - En qué piensas, pastor admirado - Oigan de un amante - Olas de la mar - Pues el prado muda toda su armonía - Pues que por mí encarnaste - Un moresquillo |